# Ernst Féaux de la Croix
Ernst Féaux de la Croix (* 27. Juli 1906 in Frankfurt am Main; † 1995) war ein deutscher Jurist, Volkswirt und Ministerialbeamter. Nach einer ersten Karriere im Reichsjustizministerium während der NS-Zeit war er von 1953 bis 1971 als Unterabteilungs- bzw. Abteilungsleiter im Bundesfinanzministerium (Bonn) für Wiedergutmachungsfragen zuständig.

## Leben
Nach dem Jurastudium wurde Féaux 1933 an der Universität Frankfurt am Main mit einer Arbeit über Die Rechtsnatur der Staatsakte im steuerlichen Rechtsmittelverfahren zum Dr. jur. promoviert. Zum 1. April 1933 trat er der NSDAP bei (Mitgliedsnummer 1.828.932) und gehörte auch der SA, dem NS-Rechtswahrerbund sowie der Akademie für Deutsches Recht an. Von 1934 bis 1945 war Féaux in der völkerrechtlichen Abteilung des Reichsjustizministeriums tätig, wo er für den juristischen Status von Ausländern und den Umgang mit „Fremdvölkischen“ zuständig war. 1938 war er Mitverfasser einer Denkschrift über Rasse, Volk, Staat und Raum, in der es unter anderem heißt: „Fremdrassige können nicht zum deutschen Volk gehören.“
Ab 1946 war er im Regional Food Office in Hamburg tätig, daneben arbeitete er von 1946 bis 1949 als Steuerberater in einer Berliner Kanzlei. Féaux wurde 1949 Mitarbeiter der Verwaltung für Finanzen des Vereinigten Wirtschaftsgebiets, aus der im selben Jahr das Bundesministerium der Finanzen hervorging. 1950 bis 1952 war er dort Leiter des Referats VI 4 (Gesetzgebung über Reichs- und Staatsvermögen), 1952 zusätzlich Leiter des Referats II B 1 (Hilfsmaßnahmen für die Wirtschaft). Von 1953 bis 1959 war er Leiter der Unterabteilung V B (Wiedergutmachung, Liquidation des Krieges, Rechtsangelegenheiten) und von 1959 bis zu seiner Pensionierung 1971 als Ministerialdirektor der Leiter der Abteilung VI (Liquidation des Krieges, Verteidigungslasten, Finanzielle Verteidigungsangelegenheiten, Rechtsangelegenheiten). In dieser Funktion war er als Untergebener von Staatssekretär Karl Maria Hettlage unter anderem mit den Wiedergutmachungsansprüchen konfrontiert, wie sie Hans Deutsch und andere gegenüber der Bundesrepublik geltend zu machen versuchen. Féaux bekannte offen, dass er die globale Abwehr dieser Ansprüche als seine Hauptaufgabe ansah.
Zusammen mit dem für Kulturpflege zuständigen Unterabteilungsleiter im Bundesinnenministerium Carl Gussone gilt Féaux de la Croix als Architekt der 1957 von Bund und Ländern gegründeten Stiftung Preußischer Kulturbesitz, der insbesondere die in den Westzonen verbliebenen Sammlungsbestände der Staatlichen Museen zu Berlin übertragen wurden.
Féaux war 1985 gemeinsam mit dem im Auswärtigen Amt tätigen Juristen Helmut Rumpf Autor einer Darstellung zum Werdegang des Entschädigungsrechts in der vom Bundesfinanzministerium herausgegebenen Reihe Die Wiedergutmachung nationalsozialistischen Unrechts durch die Bundesrepublik Deutschland. Darin schrieb er: „Die Wiedergutmachung ist häufig als der Preis dafür bezeichnet worden, dass die amerikanische Judenschaft es ihrem Präsidenten gestattete, die Bundesrepublik als Partner in die Gemeinschaft der westlichen Staaten aufzunehmen. Sie ist im gleichen Atemzug als die Voraussetzung für die Bereitschaft der Juden in der Welt genannt worden, die deutsche Wirtschaft mit ihren Waren als Teilnehmer am Welthandel zu akzeptieren. Solche – oft aus deutlicher antisemitischer Tendenz geprägten – Äußerungen waren gewiss in ihrer Absolutheit stark übertrieben. Dennoch lässt sich nicht leugnen, dass hinter ihnen ein wahrer Kern stand.“
Féaux de la Croix ist der Vater des deutschen Diplomaten Guy Féaux de la Croix (* 1948).

## Auszeichnungen
- 1962: Großes Goldenes Ehrenzeichen mit dem Stern für Verdienste um die Republik Österreich[7]
- 1971: Großes Bundesverdienstkreuz
- 1971: Großoffizier des Orden von Oranien-Nassau der Niederlande[8]

## Schriften
- Die Rechtsnatur der Staatsakte im steuerlichen Rechtsmittelverfahren. Phil. Diss. Frankfurt/Main 1934, Gelnhausen 1934.
- mit Helmut Rumpf: Der Werdegang des Entschädigungsrechts unter national- und völkerrechtlichem und politologischem Aspekt (= Die Wiedergutmachung nationalsozialistischen Unrechts durch die Bundesrepublik Deutschland. Hg. v. Bundesminister der Finanzen in Zusammenarbeit mit Walter Schwarz, Bd. 3), München 1985.
  - darin: Vom Unrecht zur Entschädigung. Der Weg des Entschädigungsrechts. S. 1–118.